# Атипичное оружие
Атипи́чное ору́жие — самодельное оружие, а также серийное оружие, в которое внесены конструктивные изменения, изготовленное без соблюдения каких-либо стандартов и технических условий.

## Характеристика
Ряд учёных-криминалистов придерживается мнения, что к атипичному оружию, кроме самодельного и переделанного серийного, следует отнести образцы оружия заводского изготовления, которое не подпадает по своим признакам или характеристикам ни под один из существующих видов (к примеру, стреляющий портсигар или стреляющий зонтик).
Как правило, самодельное оружие изготавливается из подручных материалов, на простейшем оборудовании. В то же время, опыт показывает, что отдельные образцы, изготовленные мастерами-самоучками, выполнены с относительно высоким качеством. Практика криминалистики знает случаи, когда изъятые у преступников образцы самодельного оружия отличались целым рядом конструктивных решений, достойных КБ ведущих оружейных предприятий.
Атипичное оружие не выпускается серийно оружейными предприятиями и кустарями-оружейниками, запрещено к обороту в большинстве стран, не лицензируется. За хранение и ношение атипичного оружия предусмотрена уголовная ответственность.
В большинстве своём, с учётом отсутствия каких-либо стандартов, атипичное оружие бывает изготовлено в вариантах, представляющих опасность для самого владельца. Низкое качество стали, отсутствие предохранительных механизмов, нарушение конструкции механизмов, предусмотренных для определенного вида оружия исключает такой критерий, предъявляемый к оружию, как безопасное использование.
Также в обиходе самодельное оружие именуют кустарным. Следует отметить, что между этими двумя понятиями есть существенная разница. Самодельное оружие изготавливается незаконно лицом, не имеющим лицензии на право изготовления оружия, что влечет за собой уголовную ответственность. Кустарное оружие изготавливается, как правило, в штучном варианте мастером-оружейником (кустарём), имеющим разрешение на изготовление оружия в специальной мастерской на специальном оборудовании. Кустарное оружие проходит лицензирование, регистрацию и может быть допущено к обороту.

## Виды атипичного оружия
Атипичное оружие классифицируется в зависимости от исполнения и общего предназначения.

### Огнестрельное атипичное оружие
- Самопалы («поджи́ги») — самодельное атипичное огнестрельное оружие, изготовленное по принципу шомпольного пистолета;
- Самодельные пистолеты и револьверы — самодельное атипичное огнестрельное оружие, изготовленное по признакам пистолетов и револьверов;
- Самодельные ружья — самодельное атипичное огнестрельное оружие, изготовленное по признакам ружей;
- Самодельные автоматы и пистолеты-пулеметы — встречающееся редко самодельное атипичное огнестрельное оружие, изготовленное по признакам автоматов и пистолетов-пулеметов;
- Самодельные стреляющие устройства — самодельное атипичное огнестрельное оружие, изготовленные в таком исполнении, которое не подходит под признаки серийного оружия (например, стреляющая ручка). Помимо ручек стреляющие устройства также могли маскировать в самых различных повседневных предметах: портсигарах, зажигалках, фонариках, зонтах, тростях, фотоаппаратах, перстнях, пачках сигарет и т. п.
- Серийное оружие, в которое внесены конструктивные изменения — самодельное атипичное огнестрельное оружие, изготовленное путём внесения конструктивных изменений в серийное оружие (например, обрезы, переделки газовых и сигнальных пистолетов).
- Самодельные артиллерийские системы — обычно минометы, изготовленные из подручных материалов (труб, уголков, и тому подобное) и предназначенные для стрельбы типовыми артиллерийскими выстрелами. Встречались в годы Второй мировой войны у партизан разных стран. Их применение объяснялось отсутствием серийных минометов или необходимостью маскировки. В вооруженном конфликте на юго-востоке Украины находят применение переносные реактивные минометы, кустарно изготовленные из вышедших из строя пусковых установок систем «Град». Также используются самодельные минометы и бомбометы, предназначенные для стрельбы кустарно изготовленными боеприпасами, например, сделанными из баллонов от бытового газа. Примером подобных артиллерийских систем может служить «Уничтожитель казарм».
- Самодельное ракетное оружие — например, ракеты «Кассам».

### Холодное атипичное оружие
- Колющего действия — самодельные заточки по типу шила, стилета, пики или рогатины;
- Колюще-режущего действия — самодельные ножи, кинжалы, разбитые бутылки (т. н. «розочки») и т. п.;
- Режущего действия — заточки, опасные бритвы, заточенные листы металла («мойки»);
- Рубящего действия — самодельные боевые топоры, секиры и бердыши (встречаются редко[источник не указан 3835 дней]);
- Ударно-раздробляющего действия — все виды кастетов и кистеней, металлические телескопические дубинки, металлические прутья с улучшенной рукоятью («арматурины»), различные мешочки с сыпучим наполнителем (как правило с песком или дробью), «миллуоллский кирпич» и т.п.

Отдельной категорией криминалистика выделяет холодное оружие метательного типа — оружие, в котором метание снаряда осуществляется при помощи тетивы, пружины, резины, либо непосредственно снаряд мечется при помощи мускульной силы человека:
- Лук
- Арбалет
- Праща
- Рогатка
- Бумеранг
- Сюрикэн
- Метательный нож

### Самодельные взрывные устройства
Самодельные взрывные устройства также относятся к атипичному оружию, так как по принципу оружия они предназначены для поражения живой силы, по принципу атипичности изготовлены самостоятельно без учёта требований стандартов и технических условий. Атипичные взрывные устройства делятся на два вида:
- Самодельные мины — устанавливаемые в местах взрыва стационарно;
- Самодельные гранаты — метаемые в сторону противника с использованием мускульной силы человека.
- Самодельные авиационные бомбы — используются для сбросов с беспилотных летательных аппаратов (например, квадрокоптеров), вертолетов и т.д. Пример - бочковая бомба.

### Самодельное химическое оружие
Под самодельным химическим оружием понимают как отравляющие вещества, изготовленные в кустарных условиях, так и самодельные устройства, снаряженные боевыми отравляющими веществами заводского изготовления. 
Ограниченно применяется террористическими организациями. Среди изготавливаемых веществ могут быть зарин, так как в небольших количествах его несложно изготовить, например, в лаборатории органической химии практически любого вуза. Вещества вроде иприта могут быть изготовлены и в кустарных условиях.

## Закон
Федеральным законом РФ «Об оружии» запрещается «оборот в качестве гражданского и служебного оружия» «огнестрельного оружия, которое имеет форму, имитирующую другие предметы». При этом не запрещены «другие предметы», имитирующие своей формой оружие.